# Casa parroquial (Sádaba)
La Casa parroquial es un edificio del municipio español de Sádaba (Zaragoza) de 1970, obra del arquitecto Santiago Lagunas y declarado Bien Catalogado del Patrimonio Cultural Aragonés. 
Se trata de una construcción sumamente original tanto por su concepción como por su resultado constructivo, en el que se mezclan elementos de una arquitectura plenamente tradicional y perfectamente comprensibles en el contexto del edificio, situado junto a la iglesia parroquial gótica de cantería, con otros muy novedosos como la forma y composición de los vanos en las dos fachadas de sillares isódomos de piedra. Estos elementos aparecen combinados además con otros motivos característicos de la producción de Lagunas como el uso de la vidriera en los lugares más representativos (cruz) para introducir la luz como un elemento constructivo más que caracteriza los ambientes.